# Водяна (притока Великої Тернівки)
Водяна (рос. Ов. Водяной) — балка (річка) в Україні у Близнюківському й Павлоградському районах Харківської й Дніпропетровської областей. Ліва притока Великої Тернівки (басейн Дніпра).

## Опис
Довжина балки приблизно 23,69 км, найкоротша відстань між витоком і гирлом — 19,67 км, коефіцієнт звивистості річки — 1,20. Формується багатьма балками та загатами. На деяких ділянках балка пересихає.

## Розташування
Бере початок на південно-західній стороні від села Степове. Тече переважно на південний захід через села Новомиколаївку, Остерське, Берестове, Тимофіївку, Криштопівку і на північно-східній околиці села Зелене впадає у річку Велику Тернівку, праву притоку Самари.
Населені пункти вздовж берегової смуги: Преображенівка.